# Tarphius tornvalli
Tarphius tornvalli is een keversoort uit de familie somberkevers (Zopheridae). De wetenschappelijke naam van de soort werd in 1985 gepubliceerd door Gillerfors.